# Canon à gaz léger

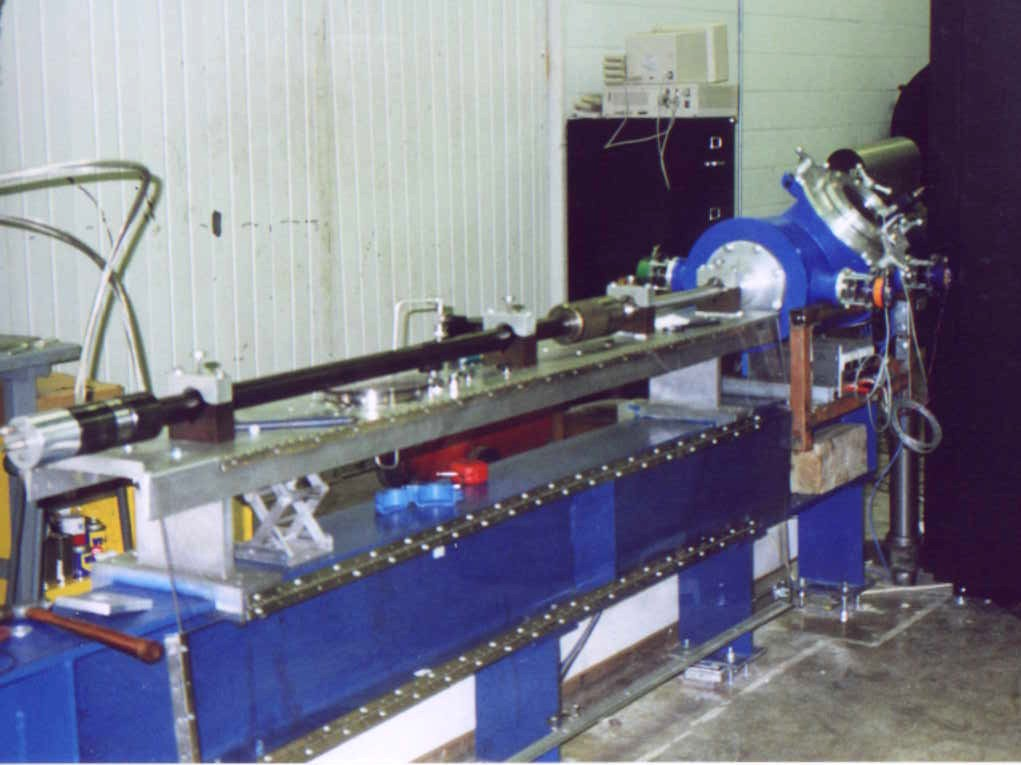
Un canon à gaz léger développé à l'université Rice : il utilise de l'hydrogène gazeux et s'actionne par une chevrotine afin de produire une vitesse de 7 km/s ; il a été utilisé pour le développement du bouclier du Fermi Gamma-ray Space Telescope

Un canon à gaz léger est un dispositif d’essai composé d’un réservoir contenant du gaz sous pression et d’un tube de lancement permettant d’accélérer un projectile à grande vitesse. Ces canons servent habituellement à la réalisation d‘essais balistiques et à l’analyse du comportement des matériaux sous chocs.
Ce dispositif permet d’accélérer des projectiles jusqu’à 10.5 km/s (soit jusqu’à 37 800 km/h).

## Fonctionnement
Le canon à gaz sert à mettre en vitesse un projectile qui va percuter un échantillon pour tester sa résistance au choc.
Pour ce faire, le réservoir du canon est d’abord rempli de gaz (principalement hélium, azote ou air) sous pression. Ce gaz est libéré très rapidement  à l’aide d’une vanne lorsque la pression souhaitée est atteinte. Le projectile est alors accéléré jusqu’à sa sortie du tube de lancement.

## Utilisation
Les canons à gaz sont principalement utilisés pour les essais balistiques et l’étude du comportement des matériaux sous chocs. Ils sont notamment employés dans l’industrie aéronautique pour reproduire des impacts de grêlons sur des pare-brises, des impacts de pneus sur des réservoirs d'avions, ou encore des impacts aviaires. Une autre utilisation des canons à gaz consiste à reproduire des impacts de débris orbitaux ou de micrométéorites sur des structures satellites. 
Les laboratoires d’essais militaires utilisent ces moyens d’essais pour l’étude et le développement d’armes et de protections balistiques. 
En science des matériaux, les canons à gaz sont employés pour déterminer les caractéristiques mécaniques des matériaux à haute vitesse de déformation.
Ils sont également utilisés pour créer de fortes pressions notamment pour transformer de l'hydrogène liquide en hydrogène métallique.

## Exemples

### Canon à gaz simple étage
Le canon a gaz simple étage est composé d’un réservoir, d’une vanne et d’un tube de lancement. L’impacteur (objet projeté) est placé dans un sabot pour assurer l’étanchéité dans le tube. L’ensemble sabot plus impacteur est appelé projectile. 
Le gaz est mis sous pression dans le réservoir puis libéré par le biais d’une vanne rapide pour propulser le projectile. Les canons à gaz léger permettent de lancer des projectiles à des vitesses pouvant aller jusqu’à 1 100 mètres par seconde.
La vitesse maximale théorique d’un canon à gaz simple étage est déterminée par la vitesse théorique de détente du gaz employé. Cette vitesse dépend du couple initial pression-température ainsi que de la masse molaire du gaz. La vitesse de détente est d'autant plus grande que le couple pression-température est grand et que la masse molaire est petite. Les performances maximales sont donc obtenues avec les gaz légers tels que l’hélium ou l'hydrogène. Néanmoins, l'hydrogène ne peut être utilisé en simple étage pour éviter toute déflagration ou détonation avec l'air ambiant.

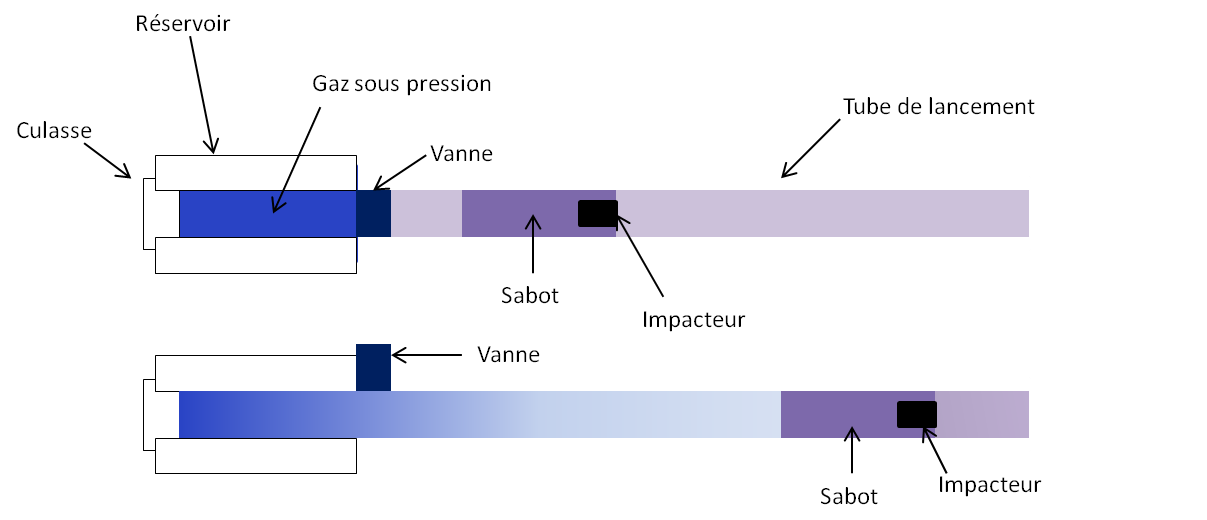
Fonctionnement d'un canon à gaz léger simple étage

### Canon à poudre (à propergol solide)
La différence entre un canon à poudre et un canon à gaz classique réside dans le moyen de générer la pression.  Dans le canon à poudre, la pression à l’arrière du projectile est générée par les gaz produits par la combustion d’un propergol solide (généralement appelé poudre à canon). Les températures de ces gaz sont de l'ordre de 4 000 K pour des pressions de fonctionnement avoisinant les 5 000 bar. Ces conditions permettent aux canons à poudre d’atteindre des vitesses plus élevées que les canons à gaz. Cependant, les masses molaires plus élevées des gaz produits lors de la combustion du propergol solide ne permettent pas de dépasser des vitesses de l’ordre de 2,5 km/s. De nos jours, les normes de sécurité inhérentes à la manipulation de matériaux énergétiques rendent l’utilisation des canons à poudre plus contraignante.

### Canon à gaz double étages
L'objectif du canon à gaz double étages consiste dans un premier temps à comprimer rapidement un gaz léger (hélium ou hydrogène) pour atteindre des niveaux de pression jusqu'à 10 000 bar et des températures de près de 5 000 K. Lorsque les conditions maximales sont atteintes, le gaz peut ensuite se détendre avec des vitesses de détente supérieures à celles des canons à poudre. Le canon à gaz double étages est composé de deux tubes distincts, de diamètres différents reliés entre eux par une pièce appelée convergent. Le premier étage appelé tube de compression contient un piston précédant le gaz léger (hélium, hydrogène). La première phase de compression du gaz est assurée par ce piston qui est mis en mouvement soit à l'aide d'un gaz sous pression contenue dans un réservoir et libéré par une vanne (on parlera alors de canon gaz-gaz) soit à l'aide des gaz produits par du propergol solide dans une chambre de combustion (on parlera alors de canon poudre-gaz). Ce piston compresse le gaz contenu dans le tube de compression jusqu'à rupture d'un diaphragme. Le gaz passe alors dans le deuxième étage appelé tube de lancement dans lequel se trouve le projectile à propulser. Les vitesses atteintes par les projectiles peuvent atteindre 8,5 km/s (soit 30 600 km/h).

Fonctionnement d’un canon à gaz léger 1 - Culasse 2 - Chambre de combustion 3 - Chargement propulsif (poudre à canon) 4 - Piston 5 - Tube de compression 6 - Gaz (hélium ou hydrogène) 7 - Diaphragme 8 - Convergent
9 - Projectile 10 – Tube de lancement

La poudre à canon (3) est contenue dans la chambre de combustion (2) elle-même fermée par la culasse (1). Cette dernière va propulser le piston (4) comprimant ainsi le gaz (6) contenu dans le tube de compression (5). Cette pression a pour effet de rompre le diaphragme (7) placé dans le convergent (8). Les pressions et températures élevées atteintes par le gaz permettent d’en augmenter la vitesse de détente. Le gaz passe alors dans le tube de lancement (10) dans lequel se trouve le projectile (9) à accélérer.

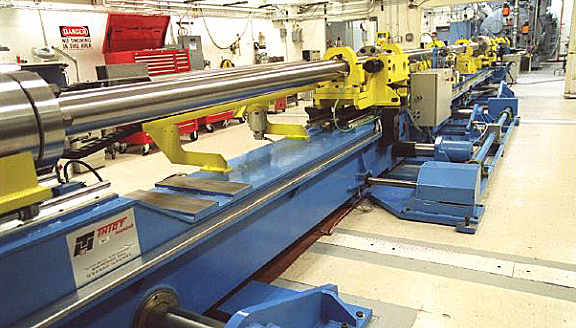
Jasper est un lanceur à gaz double étages appartenant au Laboratoire national de Lawrence Livermore (États-Unis) réalisé par Thiot Ingénierie.

Ce lanceur de laboratoire est connu mondialement pour la qualité et la puissance de ses tirs.